# Мечеть Наби Хабиль
Мечеть Наби Хабиль — шиитская мечеть-мавзолей в 50 км на юг от Дамаска, в районе Забадани.
Внутри мечети находится 7-метровый саркофаг, почитаемый мусульманами и друзами как могила Авеля (араб. هابیل‎ — Хабиль), сына Адама. Дата постройки — 1599 год.